# 奧霍切 (新沃多拉加區)
49°33′19″N 36°2′4″E / 49.55528°N 36.03444°E
奧霍切（烏克蘭語：Охоче）是位於烏克蘭東部的村莊，由哈爾科夫州别列斯京区的舊維里夫卡市鎮負責管轄。該村處於別列斯托瓦河畔，面積4.75平方公里，海拔高度125米，2001年人口1,704。